# Herrengeding
Das Herrengeding, auch Vogtgeding genannt, war ein Gericht im Mittelalter. 
Ab dem Mittelalter bis etwa zur Franzosenzeit gab es bei der Gerichtsbarkeit drei Arten von Gerichten, nämlich
- das Schöffengericht,
- das Vogt- oder Herrengeding und
- das Sendgericht.

Recht sprach damals der Grundherr oder vertretungsweise der Vogt. Das war meistens ein Adliger.
Das Vogt- oder auch Herrengeding genannte Gericht tagte seltener als die anderen Gerichte, nämlich nur einmal, selten zweimal im Jahr. Der Termin wurde immer kurzfristig festgesetzt. Er wurde für den kommenden Sonntag in der Kirche bekanntgegeben. Es bestand für alle Einwohner Anwesenheitspflicht. Wer nicht teilnahm, musste eine Geldbuße zahlen.
Diese Gerichtsverhandlungen fanden immer im Freien statt. Zuerst wurde das Weistum verlesen. Danach wurden die Geschworenen aufgefordert, etwaige Übertretungen der Bestimmungen vorzubringen. Schuldige wurden verwarnt oder auch bestraft.